# Rede Brasil de Televisão
Rede Brasil de Televisão (também conhecida por Rede Brasil e anteriomente pela sigla RBTV) é uma rede de televisão aberta brasileira. Foi inaugurada em 7 de abril de 2007, e é presidida pelo empresário Alexandre Raposo. A rede é oriunda de Campo Grande, capital do estado de Mato Grosso do Sul, e está sediada em São Paulo, capital do estado homônimo.

## História

### 2007-2015
A emissora entrou no ar em 7 de abril de 2007. Até então, a emissora estava montando aos poucos sua programação e por isso, retransmitia alguns programas de outras emissoras como a TV Brasil e TV Escola. Em setembro de 2007, a Rede Brasil contava com programas como Conceição Forno & Fogão, Nei & Nani (herdado da extinta TVJB), a sessão de filmes Cine Rede Brasil e desenhos e séries como Os Cavaleiros do Zodíaco, A Feiticeira, Bonanza, Lois & Clark: As Novas Aventuras do Superman e Missão Impossível. A partir de 2008, a emissora já contava com programação própria, trazendo mais programas, séries e filmes.
Em 2009, a Rede Brasil exibiu séries da Warner e Fox, apesar de ambas possuírem contratos de exclusividade com o SBT e a Globo, respectivamente. A emissora foi notificada pela APCM (Associação Antipirataria de Cinema e Música) por exibir essas séries sem possuir os direitos de transmissão. Após a notificação, a Rede Brasil removeu as séries de sua programação.
Em 5 de setembro de 2012, iniciou testes com sinal digital na cidade de São Paulo no canal 56 UHF (10.1 virtual). Em 2014, iniciou suas transmissões em HDTV para São Paulo e demais operadoras de TV por Assinatura.
Em abril de 2013, a Rede Brasil exibiu o anime Cavaleiros do Zodíaco sem possuir os direitos de edição ou exibição. A série foi exibida legalmente pela Rede Bandeirantes, que detinha os direitos de distribuição da Playarte. A Playarte, detentora dos direitos de exibição da série, afirmou que tomaria medidas legais contra a Rede Brasil. A Band, detentora legal dos direitos de exibição do anime, não se pronunciou sobre o assunto.
O primeiro anime a fazer parte da programação da Rede Brasil foi Os Cavaleiros do Zodíaco, que já havia sido exibido na emissora desde setembro de 2007 até 2010 e recomeçou a ser exibido no dia 2 de abril de 2013. Em menos de um mês, a RBTV retirou o anime da programação. No entanto, três anos depois, o canal anuncia a reestreia de Os Cavaleiros do Zodíaco junto com a estreia de Dragon Ball Z, após um contrato com a Toei Animation.
Em julho de 2014, a emissora anunciou o lançamento de Mighty Morphin Power Rangers na grade, sem ter qualquer direito de exibição. A produtora Saban Brands, que na época era detentora dos direitos da série, informou na época que iria processar a emissora, caso ela exibisse o produto.
Em 2015, estreou o anime Sailor Moon sendo exibido com a dublagem original feita pela Gota Mágica para a Rede Manchete, novamente isso gerou uma certa polêmica na época, pois novamente eles não detinham os direitos de exibição da série, logo em seguida Sailor Moon saiu da programação, sendo que em 2010, a primeira temporada também já havia sendo exibida, nos blocos Manhã Criança e Sessão Animada.

### 2016-2020
Em junho de 2016, devido o dono da emissora, Marcos Tolentino, ser amigo e sócio de Celso Russomanno nas empresas Paz e Bell Hel, que estavam sendo investigadas na Operação Ararath da Polícia Federal, foi decretada uma intervenção judicial para o afastamento dos diretores da emissora. A decisão pedia que Fernando Claro Iglesias, um administrador judicial, assumisse a gestão da empresa. Foi ordenada também a busca e apreensão de documentos de arquivos da empresa. A Rede Brasil de Televisão, divulgou uma nota esclarecendo que tomou medidas judiciais, apresentando garantias e efetuando pagamentos, evitando a concretização da intervenção. Também afirmou que a Justiça foi levada ao erro devido as alegações da defesa da produtora Paparazzi de Comunicações, sendo esta a responsável por pagar a condenação.

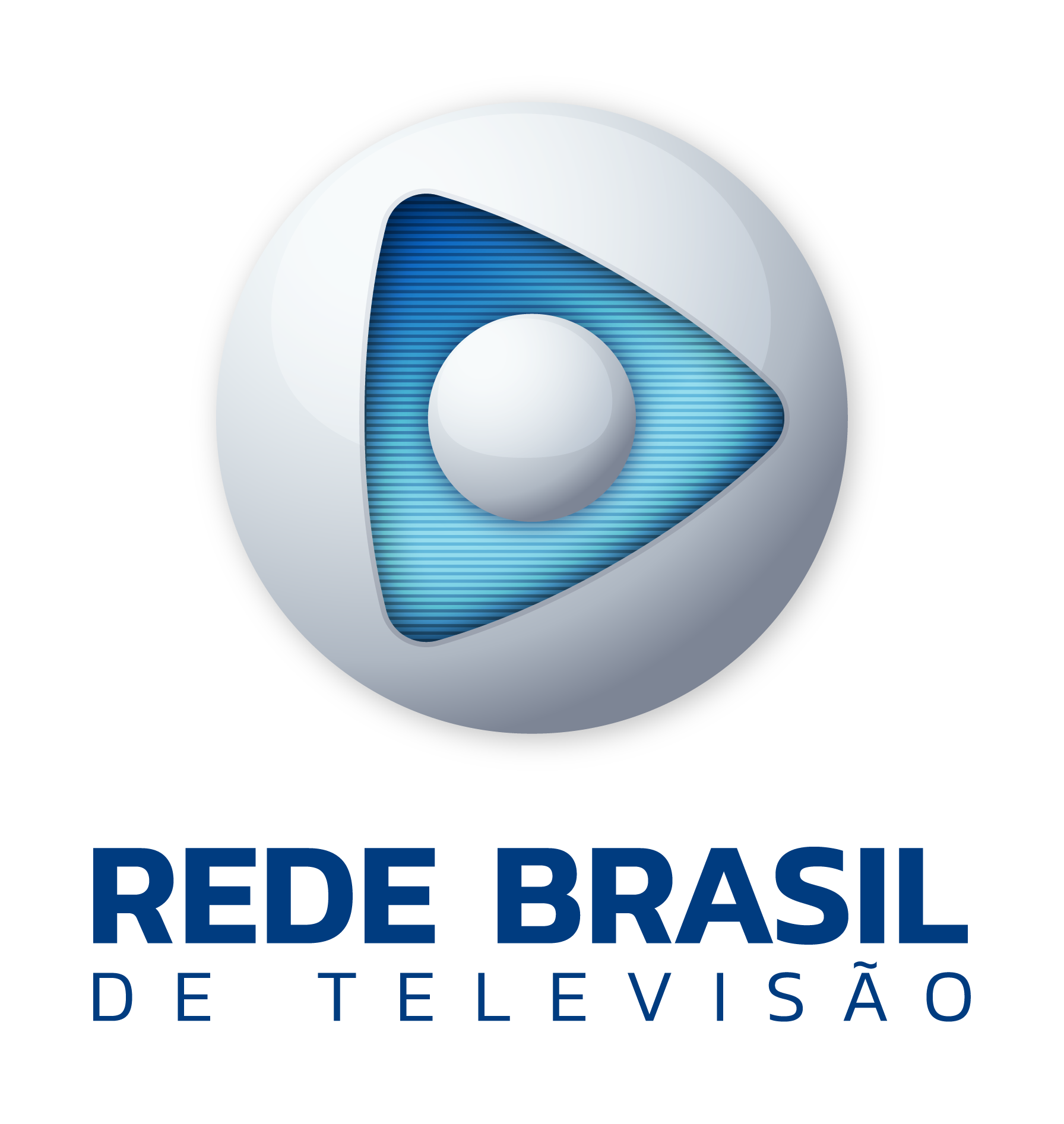
Logotipo da Rede Brasil de 2018 a 2023

Em 1 de junho de 2018, o canal arrendou doze horas de sua programação para a TV Plenitude, canal de propriedade da Igreja Apostólica Plenitude do Trono de Deus. Em 1 de dezembro de 2020, a emissora cede doze horas de sua grade diária para a Rede Mundial, de propriedade da Igreja Mundial do Poder de Deus, que retransmite seus cultos e atividades, divididas em dois blocos: das 5h às 13h e das 19h às 23h. No mesmo mês, fecha um contrato com a distribuidora A2 Filmes para a transmissão de filmes. No dia 11 de março de 2020, a emissora teve o sinal suspenso na operadora Oi TV em razão da determinação judicial da Primeira Vara Cível de Comarca de São Caetano do Sul, referente ao atraso do pagamento de dívidas pendentes desde 2012 ao Escritório Central de Arrecadação e Distribuição (ECAD). O valor chega a R$ 399.388,11. Outras operadoras como a Sky Brasil, Vivo TV, Claro TV (DTH e Fibra) e Algar Telecom, assim como o Ministério das Comunicações, também foram autorizados a suspender o sinal do canal. Após fechar um acordo com a empresa, o sinal foi restabelecido na Oi TV no final da tarde. Em nota, a Claro anunciou que não renovou o contrato com a emissora em dezembro de 2019, por isso não possui o seu sinal em algumas cidades e a Vivo ainda não foi notificada da ordem judicial. Já a Sky não se manifestou sobre o assunto.

### 2021-presente
Em 2 de março de 2021, a Rede Brasil é substituída em seu canal em São Paulo pela TV Templo, da Igreja Universal do Reino de Deus, deslocando seu sinal para outra concessão. No dia seguinte, em uma reunião entre seus diretores, foi decidido que a rede seria reformulada, transferindo parte de sua grade para a TV Metropolitana, da cidade paulista de São Caetano do Sul, também pertencente a Marcos Tolentino, que já retransmita a RBTV, e que, como anunciado posteriormente, passaria a mesclar sua programação com produções próprias oriundas da rede. A Rede Brasil segue com horários alugados à Igreja Mundial do Poder de Deus.
Em 8 de dezembro de 2021, a Rede Brasil encerrou sua parceria com a Igreja Mundial do Poder de Deus e retomou sua programação normal.
Em 31 de dezembro de 2021, a Rede Brasil iniciou a transmissão da programação da TV Plenitude, emissora pertencente à Igreja Apostólica Plenitude do Trono de Deus.
Em novembro de 2022, a Rede Brasil lançou o RB PLAY, aplicativo de streaming gratuito que disponibiliza toda a programação da emissora.
No dia 13 de junho de 2023, a emissora estreou a transmissão do anime Beyblade como parte do seu programa Sessão Oriental. Em 12 de dezembro, Alexandre Raposo foi anunciado como o novo presidente da Rede Brasil.

#### Transmissão pela banda Ku
Em 1.º de setembro de 2022, o sinal da emissora passou a ser captado nacionalmente na banda Ku da televisão por satélite, faixa apelidada de nova parabólica. Os satélites transmissores são o Embratel StarOne D2 e o Sky Brasil-1.